# Siken
Siken är en sjö i Hällefors kommun i Västmanland och ingår i Göta älvs huvudavrinningsområde. Sjön har en area på 0,0996 kvadratkilometer och ligger 184 meter över havet.

## Delavrinningsområde
Siken ingår i det delavrinningsområde (662530-143631) som SMHI kallar för Inloppet i Halvtron. Medelhöjden är 228 meter över havet och ytan är 22,2 kvadratkilometer. Det finns inga avrinningsområden uppströms utan avrinningsområdet är högsta punkten. Vattendraget som avvattnar avrinningsområdet har biflödesordning 4, vilket innebär att vattnet flödar genom totalt 4 vattendrag innan det når havet efter 353 kilometer. Avrinningsområdet består mestadels av skog (81 procent). Avrinningsområdet har 0,85 kvadratkilometer vattenytor vilket ger det en sjöprocent på 3,8 procent.